# Daniel Thoirain
Daniel Thoirain  est un footballeur français né le 2 décembre 1946 à Reims (Marne). 
Il évolue comme milieu de terrain, notamment à Reims, son club formateur, puis Bastia et Troyes.

## Carrière de joueur
- 1964-1969 :  Stade de Reims
- 1969-1970 :  SEC Bastia
- 1970-1971 :  Olympique d'Alès
- 1971-1976 :  Troyes AF
- 1976-1978 :  AS Angoulême
- 1978-1979 :  Stade rennais FC
- 1979-1980 :  SO Cholet[1]

## Palmarès
- International junior et militaire.